# 薩凡卡爾·戴伊
薩凡卡爾·戴伊（英語：Subhankar Dey，1993年6月6日—），印度男子羽毛球運動員。

## 簡歷
2013年11月，薩凡卡爾·戴伊以6號種子出戰巴林羽毛球國際挑戰賽男子單打項目，在決賽中以1-2的成績（21-19、14-21、12-21）不敵隊友萨米尔·维尔马，屈居亞軍。年底12月，他出戰孟加拉羽毛球國際挑戰賽，在準决赛中以0比2 （18-21、9-21）不敌赛会3号种子、马来西亚的约根德兰·克里希南。
2014年12月，薩凡卡爾·戴伊出戰孟加拉羽毛球國際挑戰賽，在决赛中以0比2 （12-21、17-21）不敌赛会3号种子、马来西亚的林志咏。
2015年10月，薩凡卡爾·戴伊出戰巴林羽毛球國際系列賽，在準决赛中以1比2 （21-15、19-21、16-21）不敌队友的普拉特爾·喬希。
2016年2月，薩凡卡爾·戴伊出戰烏干達羽毛球國際賽，在準决赛中以0比2 （5-21、11-21）不敌赛会6号种子、葡萄牙的佩德罗·马丁斯。同年11月，他出戰挪威羽毛球國際賽，在準决赛中以0比2 (11-21、17-21）不敌丹麦的卡斯帕·迪內森。
2017年1月，薩凡卡爾·戴伊出戰冰島羽毛球國際賽，在决赛中以2比0 （21-11、21-17）击败了赛会2号种子、芬兰的卡勒·科利约宁，首次赢得了国际挑战赛的男单冠军。同年3月，他出戰葡萄牙羽毛球國際賽，在决赛中以2比0 （21-19、21-19）击败了赛会4号种子、丹麦的維克多·斯文森，再次赢得第二个国际挑战赛的男单冠军。
2018年3月，薩凡卡爾·戴伊出戰捷克羽毛球國際賽，在决赛中以0比2 （19-21、19-21）不敌赛会3号种子、丹麦的維克多·斯文森。

## 主要比賽成績
| 年份   | 賽事                         | 公開賽級別 | 項目     | 成績   |
| ------ | ---------------------------- | ---------- | -------- | ------ |
| 2012年 | 伊拉克羽毛球國際系列賽       | 國際系列賽 | 男子單打 | 亞軍   |
| 2013年 | 巴林羽毛球國際挑戰賽         | 國際挑戰賽 | 男子單打 | 亞軍   |
| 2013年 | 孟加拉羽毛球國際挑戰賽       | 國際挑戰賽 | 男子單打 | 準決賽 |
| 2014年 | 孟加拉羽毛球國際挑戰賽       | 國際挑戰賽 | 男子單打 | 亞軍   |
| 2015年 | 巴林羽毛球國際系列賽         | 國際系列賽 | 男子單打 | 準決賽 |
| 2016年 | 烏干達羽毛球國際賽           | 國際系列賽 | 男子單打 | 準決賽 |
| 2016年 | 挪威羽毛球國際賽             | 國際系列賽 | 男子單打 | 準決賽 |
| 2017年 | 冰島羽毛球國際賽             | 國際系列賽 | 男子單打 | 冠軍   |
| 2017年 | 葡萄牙羽毛球國際賽           | 國際系列賽 | 男子單打 | 冠軍   |
| 2018年 | 捷克羽毛球國際賽             | 國際系列賽 | 男子單打 | 亞軍   |
| 2018年 | 比利時羽毛球國際賽           | 國際挑戰賽 | 男子單打 | 準決賽 |
| 2018年 | 薩洛盧羽毛球公開賽           | 超級100賽  | 男子單打 | 冠軍   |
| 2018年 | 杜拜羽毛球國際挑戰賽         | 國際挑戰賽 | 男子單打 | 亞軍   |
| 2019年 | 丹麥羽毛球國際賽             | 國際挑戰賽 | 男子單打 | 準決賽 |
| 2019年 | 蒙古國羽毛球國際賽           | 國際挑戰賽 | 男子單打 | 準決賽 |
| 2019年 | 意大利羽毛球國際賽           | 國際挑戰賽 | 男子單打 | 亞軍   |
| 2020年 | 亞洲羽毛球團體錦標賽         | 其他       | 男子團體 | 季軍   |
| 2022年 | 恰蒂斯加爾邦羽毛球國際挑戰賽 | 國際挑戰賽 | 男子單打 | 亞軍   |
| 2024年 | 芬蘭羽毛球國際賽             | 未來系列賽 | 男子單打 | 準決賽 |
| 2024年 | 奧地利羽毛球公開賽           | 國際系列賽 | 男子單打 | 準決賽 |

| 2007-2017年 | 首要超級賽 | 超級賽 | 黃金大獎賽 | 大獎賽 | 國際挑戰賽 | 國際系列賽 | 未來系列賽 | 其他 |

| 2018-2026年 | 總決賽 | 超級1000賽 | 超級750賽 | 超級500賽 | 超級300賽 | 超級100賽 | 國際挑戰賽 | 國際系列賽 | 未來系列賽 | 其他 |